# أرنولد جونسون (رجل أعمال)
أرنولد جونسون (بالإنجليزية: Arnold Johnson)‏ هو شخصية أعمال أمريكي، ولد في 1906، وتوفي في 1960.